# Marti Malloy
Marti Malloy (n. 23 iunie 1986, Oak Harbor⁠(d), Washington, SUA) este o sportivă ce a reprezentat Statele Unite ale Americii, medaliată olimpică. A participat la 2 ediții ale Jocurilor Olimpice (2012, 2016) în care a câștigat o medalie de bronz.